# Che me chiamme a fa?
Che me chiamme a fa? è un singolo del rapper italiano Rocco Hunt, pubblicato il 19 febbraio 2021 come terzo estratto dal quinto album in studio Rivoluzione.

## Descrizione
Il singolo vede la partecipazione del rapper Geolier, la seconda collaborazione tra i due dopo il brano Nisciun' contenuto nell'album Libertà di Rocco Hunt.
Che me chiamme a fa? racconta una storia d’amore in chiave urbana, la gelosia che genera attrazione e desiderio, una profonda dichiarazione d’amore in versi in lingua napoletana.

## Video musicale
Il video, realizzato dalla Damn Films e girato tra le strade e i palazzi del Parco Merola di Ponticelli in notturna, è stato pubblicato il 25 febbraio 2021 attraverso il canale YouTube del rapper.

## Tracce
Testi di Rocco Pagliarulo e Emanuele Palumbo, musiche di Valerio Nazo.
1. Che me chiamme a fa? (feat. Geolier) – 2:45

## Classifiche
| Classifica (2021) | Posizione massima |
| ----------------- | ----------------- |
| Italia            | 8                 |